# Yungasia fulmina
Yungasia fulmina är en insektsart som beskrevs av Keti Maria Rocha Zanol 1991. Yungasia fulmina ingår i släktet Yungasia och familjen dvärgstritar. Inga underarter finns listade i Catalogue of Life.